# سرویس امنیت ریاست‌جمهوری
سرویس امنیت ریاست‌جمهوری (روسی: Служба безопасности президента России) یک سازمان دولتی فدرال است که وظیفه حفاظت از رئیس‌جمهور روسیه، نخست‌وزیر روسیه، خانواده‌های آن‌ها و محل‌های اقامت‌شان را بر عهده دارد. خاستگاه این سازمان به اداره کل نهم کاگ‌ب بازمی‌گردد که در ابتدا، توسط ژنرال کاگ‌ب الکساندر کورژاکف اداره می‌شد.

## ساختار و فرماندهی
از سال ۲۰۰۰ تا ۲۰۱۳، این سازمان توسط ژنرال ویکتور زولوتف مدیریت می‌شد. این سرویس بین ۲۰۰۰ تا ۳۰۰۰ نفر پرسنل لباس شخصی دارد.
سرویس امنیت ریاست‌جمهوری روسیه، علی‌رغم اینکه در وبگاه رسمی سرویس حفاظت فدرال روسیه به عنوان یک واحدهای ساختاری ثبت نشده، یک بخش محرمانه امنیتی از سرویس حفاظت فدرال است، که مسئولیت مستقیم سرویس محافظان شخصی رئیس‌جمهور را بر عهده دارد.

## اداره امنیت روان‌شناختی
اداره امنیت روان‌شناختی، واحد اطلاعات سرویس امنیت ریاست‌جمهوری است که وظیفه بررسی و تحلیل تهدیدات نسبت به جان رئیس‌جمهور را بر عهده دارد. این اداره از متخصصان اطلاعاتی اداره اصلی اطلاعات، سرویس امنیت فدرال و سرویس اطلاعات خارجی استفاده می‌کند.

## فرماندهان سرویس امنیت ریاست‌جمهوری
- الکساندر کورژاکف (۱۹۹۱–۱۹۹۶)
- یوری کراپیوین (۱۹۹۶)
- ویکتور زولوتف (۱۸ مه ۲۰۰۰–سپتامبر ۲۰۱۳)
- اولگ کلمنتیف (سپتامبر ۲۰۱۳–دسامبر ۲۰۱۵)
- دیمیتری کوچنف (دسامبر ۲۰۱۵–مه ۲۰۱۶)
- الکسی روبژنوی (از ژوئن ۲۰۱۶)